# Francoska gotska arhitektura
Francoska gotska arhitektura je slog, ki se je pojavil v Franciji leta 1140 in je prevladoval do sredine 16. stoletja. Najbolj opazni primeri so velike gotske stolnice Francije, vključno s  stolnico Notre-Dame v Parizu, stolnico v Chartres in stolnico v Amiensu. Njene glavne značilnosti so bile iskanje vertikalnosti ali višine ter inovativna uporaba ločnih opornikov in druge arhitekturne novosti za porazdelitev teže kamnitih konstrukcij na nosilce na zunanji strani, ki omogočajo nesluteno višino in prostornino. Nove tehnike so omogočale tudi uporabo večjih oken, vključno z ogromnimi vitraji, ki so stolnice napolnili s svetlobo. Francoski gotski slog je bil široko kopiran v drugih delih severne Evrope, zlasti v Nemčiji in Angliji. Francoska renesančna arhitektura ga je sredi 16. stoletja postopoma izpodrinila kot prevladujoči francoski slog.

## Izvor
Francoska gotska arhitektura je bila v 12. stoletju posledica nastanka močne francoske države s središčem v kraju Île-de-France. V času kralja Ludvika VI. (1081–1137) je bil Pariz glavna rezidenca francoskih kraljev, Reims kraj kronanja, opatija Saint-Denis pa je postala njihovo slovesno pokopališče. Opat iz Saint-Denisa, Suger, je bil svetovalec Ludvika VI. in Ludvika VII., pa tudi zgodovinar. Nadzoroval je obnovo ambulatorija Saint-Denisa, ki je postal prvi in najvplivnejši primer gotske arhitekture v Franciji. 
V poznejšem obdobju rodbine Kapetingov (1180 do 1328) so trije kralji; Filip Avgust (1180–1223); Ludvik IX. (1226–1270) in Filip Lepi (1285–1314) postavili Francijo za glavno gospodarsko in politično silo na celini. Obdobje je videlo tudi ustanovitev Univerze v Parizu ali Sorbonne. Oblikovala se je visoka gotika in flamboyant gotski slog, zgrajene so bile nekatere najbolj znane stolnice, vključno v Chartresu, v Amiensu in Reimska stolnica.

## Značilnosti
- Šestdelni rebrasti oboki stropa katedrale Notre-Dame
- Štiridelni rebrasti oboki pri stolnici v Amiensu dovoljujejo večjo višino in večja okna
- Ločni oporniki stolnice v Amiensu. Fiale na vrhu so dodan okras in dodatna teža, da bi okrepili zgradbo
- Severni portal bazilike St Denis, z zgodnjim timpanonom in stebri iz podolgovatih figur
- Poslednja sodba, timpanon v stolnici v Amiensu
- Okulus v stolnici v Chartresu

### Rebrasti oboki
Gotski slog je nastal iz inovativne uporabe obstoječih tehnologij, kot sta koničasti lok in rebrasti obok. Rebrasti obok je bil znan v zgodnejšem romanskem obdobju, vendar ga do gotske dobe niso široko ali učinkovito uporabljali. Prekrižana rebra oboka so prenašala težo navzven in navzdol, v grozde podpornih slopov in stebrov. Prejšnji rebrasti oboki, ki so jih uporabljali pri stolnici v Sensu in Notre-Dame v Parizu, so imeli šestdelne obočne sheme, omejene z rebri in prečnim rebrom, ki so težo prenašali izmenično na slope in stebre. V visoki gotiki se je pojavila novost: štiridelni rebrasti obok, ki so ga uporabljali v stolnici v Chartresu, Amiensu in v Reimsu. Rebra tega oboka so težo enakomerneje porazdelila na štiri podporne stebre spodaj in vzpostavila tesnejšo povezavo med ladjo in spodnjimi deli cerkvenih zidov ter med arkadami spodaj in okni zgoraj. To je omogočilo večjo višino in tanjše stene ter prispevalo k močnemu vtisu vertikalnosti, ki so jih imele novejše stolnice.

### Ločni oporniki
Druga večja novost francoskega gotskega sloga je bil ločni opornik, ki je bil prvič uporabljen pri stolnici Notre Dame. Ta je prenesel pritisk teže strehe izven zidov, kjer ga je prevzela teža opornika. Na vrh opornikov so bili dodani težki kamniti stožci, da bi natančno uravnovesili pritisk znotraj sten. Opornik je omogočil znatno zmanjšanje debeline zidov in dovolil uporabo večjih oken. V cerkvah, kot je Sainte-Chapelle, so bile stene po zaslugi opornikov skoraj v celoti iz vitrajev.
Razvoj rebrastih obokov in opornikov je prinesel postopne spremembe notranje strukture stolnic. Zgodnjegotske stolnice so imele stene ladje zgrajene v štirih nivojih, galerijo s stebri na tleh, nato tribuna, galerija z okni, nato triforij, vrsta manjših oken in na koncu visoka okna, tik pod oboki. V obdobju visoke gotike, z razvojem štiridelnega rebrastega oboka in ločnih opornikov, je bila tribuna izločena, kar je omogočalo višja okna in arkade. Do 15. stoletja je v stolnici v Rouenu izginil tudi triforij, stene med prehodi pa so bile napolnjene z visokimi okni.

### Portal in timpanon
Druga inovativna značilnost francoske gotske stolnice je bila zasnova portala ali vhoda, ki  je bil po dolgi krščanski tradiciji obrnjen proti zahodu. Bazilika svetega Dionizija je imela trojni portal, okrašen s stebri v obliki kipov apostolov in svetnikov okrog vrat, svetopisemski prizori so bili natrpani s kipi nad vrati. Ta trojni portal so sprejele vse večje stolnice. Timpanon nad portalom, natrpan s kiparskimi figurami, ki ponazarjajo svetopisemsko zgodbo, je postal značilnost gotskih stolnic. Po zgledu Amiensa je timpanon nad osrednjim portalom tradicionalno upodabljal Poslednjo sodbo, desni portal je prikazal kronanje Device Marije, levi portal pa je prikazal življenje svetnikov, ki so bili pomembni v škofiji.

### Vitraj in rozeta
Velika vitražna in rožna okna so bila še ena značilnost gotskega sloga. Nekatera gotska okna, kot tista v Chartresu, so bila vklesana v kamnite stene. Druga okna, denimo tista v kapelah Notre-Dame in v Reimsu, so bila v kamnitih okvirjih, vgrajenih v stene. Najpogostejša oblika je bil okulus, majhno okroglo okno z dvema lancetama ali okna s poudarjenimi loki, tik pod njim. Rozeta je bila najbolj znana vrsta gotskega sloga. Umestili so jih v transepte in portale, da bi zagotovili svetlobo v ladji. Največje rozete so imele premer deset metrov. Imele so ogrodje iz kamnitih armatur pogosto v okrašenem cvetličnem vzorcu, da bi se uprle vetru. Gotska okna so bila v kamnitem okvirju ločenem od stene in ne vrezana v steno.
Zgodnja okna so bila narejena iz kosov toniranega stekla, z grizaj poslikavo, na mestu pa so jih držali kosi svinca, ki so obrisovali figure. Ko so se okna večala, so se uporabljale bolj intenzivne barve. Po letu 1260 so barve postale svetlejše, kombinacija grizaja in bledo rumenih odtenkov pa je postala bolj pogosta. Stolnica v Chartresu in stolnica v Le Mansu imata nekaj najlepših ohranjenih originalnih oken. 

## Zaporedje gotskih slogov
Obdobja francoske gotske arhitekture so na splošno razdeljena na naslednji način:
- zgodnjegotski prehod ali primitivna gotika (1130–1230)
- visokogotska ali klasična gotika (1230–1330)
- žarkasti (rayonnant) slog (14. stoletje)
- pozna gotika (16. stoletje)
  - flamboyant slog (15. stoletje)

Zaradi dolgega obdobja gradnje gotskih stolnic je bilo zelo malo zgrajenih v enem samem slogu. Večina, tako kot Notre Dame, ima kombinacijo lastnosti, zgrajenih v več različnih obdobjih gotike in lastnosti, zgrajene po gotski dobi.

## Zgodnji gotski slog – sv. Dionizij, Sens, Senlis in Notre Dame
- Bazilika svetega Dionizija, zahodno pročelje (1135–40)
- Ambulatorij bazilike svetega Dionizija
- Ladja stolnice v Sensu (začetek 1140)
- Ladja stolnice v Senlisu (1153–91)
- Ločni oporniki v stolnici Notre Dame (1163-1345)

Rojstna hiša novega sloga je bila bazilika svetega Dionizija v kraju Île-de-France, nedaleč od severa Pariza, kjer je leta 1137 opat Suger začel obnovo opatijske cerkve iz karolinške dobe. Začel je graditi novo stavbo z dvema stolpoma zahodno od prvotne cerkve, nato pa je od leta 1140 do 1144 začel rekonstruirati staro cerkev. Večina njegovih modifikacij je bila tradicionalnih, vendar je naredil eno izjemno inovacijo; odločil se je, da bo na vzhodnem koncu stavbe ustvaril nov kor, pri čemer je odpravil tradicionalne nosilne stene starih kapel in dal notranjosti osupljiv videz odprtosti in večje višine.
Sugerjevi stavbeniki so za dosego svojih ciljev narisali več novih elementov, ki so se razvili ali so bili uvedeni v romanski arhitekturi: koničasti lok, rebrast obok, ambulatorij ('korni obhod') z vrsto žarkasto nanizanih kapel in stebri podaljšani do reber, ki podpirajo oboke. Stavbeniki so zidali cerkve na štirih nivojih; arkade, katerih dve vrsti stebrov so dobili rebra stropnih obokov; tribuna nad njo, galerija, ki je prikrivala ogromne opornike, ki so se stiskali ob stene; triforij, druga, ožja galerija in, tik pod stropom, claire-voie ali svetlobno nadstropje, kjer so bila okna. Vse te značilnosti so obstajale že v obdobju romanike, vendar so bile prvič združene in rezultat se je močno razlikoval od prejšnje romanske arhitekture. Druga novost, ki jo je uvedel Suger, je bila uporaba stebrov v obliki kipov svetnikov za okrasitev portala cerkve, ki so fasadi dodali nov element navpičnosti. Tudi ta ideja je bila kopirana v novih stolnicah.
Nov slog je hitro postal znan graditeljem novih stolnic, predvsem stolnice v Sensu, prve gotske stolnice (začetek 1135), stolnice v Senlisu (1160) in najvidnejše od vseh, stolnica Notre-Dame v Parizu (začetek 1160). Njihovi graditelji so opustili tradicionalne tlorise in uvedli nove gotske elemente. Graditelji Notre Dame so šli naprej z uvedbo ločnih opornikov, težkih stebrov kot opore zunaj sten, ki so jih z loki povezali z zidovi in so sprejemali in uravnavali pritisk iz rebrastih obokov strehe. To je gradbenikom omogočilo gradnjo višjih sten in večjih oken.

## Visokogotske stolnice: Chartres, Bourges, Reims, Amiens
- Rozeta in fasada stolnice v Chartresu (1194-1220)
- Kor stolnice v Chartresu
- Stolnica svetega Štefana, Bourges z ločnimi oporniki (1195-1230)
- Reimska stolnica iz severozahoda (1211-1345)
- Fasada Amienske stolnice (1220-1266)
- Kor in oltar Amiensske stolnice

Od konca 12. stoletja do sredine 13. stoletja se je gotski slog razširil iz stolnic v Île-de-Franceu, da bi se izpopolnjen kot razkošno presvetljena skeletna gradnja pojavil v drugih mestih severne Francije, zlasti: stolnica v Chartresu (začetek 1200); stolnica v Bourgesu (1195 do 1230), Reimska stolnica (1211–1275) in stolnica v Amiensu (začetek 1250). Značilni gotski elementi so bili izpopolnjeni, da bi bile nove stolnice lahko dramatično višje, širše, z nepredstavljivo presvetljeno notranjščino. Navpična členitev stene je postala tridelna: nad visokim arkadnim pritličjem je bil precej nizek triforij, nad njim pa svetlobno nadstropje z veliki okni, ki so v nekaterih primerih enako visoka kot arkade. Ko so odprli še triforij, je stena postala povsem prevotljena, vpeta v skeletno nosilno konstrukcijo. Spremenjen je bil tudi sistem nosilcev. Stebre s kapiteli zamenjajo kompozitni stebri s služniki, ki imajo dekorativne kapitelne vence, snopi služnikov pa se dvigajo neprekinjeno do svoda. Sistem obokanja (štiripolna obočna shema) dobi novo obliko, glavna in stranske ladje imajo enako širino. Prečne ladje postanejo širše in krajše. K centralizaciji prostora prispevajo tudi večji kori z dvojnim ambulatorijem in žarkastimi kapelami. Ključna novost pa je krogovičje, ki se razširi na vse elemente; arkade triforija, portalna čela, slepe arkade.
Najopaznejši element zunanjščine pa je sistem zunanjih opornikov, ki skupaj z ločnimi oporniki omogočajo, da stavba stoji. Sistem opornikov pa je obenem tudi dekorativen, obogaten s številnimi fialalmi, stolpiči, tabernaklji, prevotljenimi čeli in kiparskim okrasom. V francoski visoki gotiki sta ostala samo še dva stolpa na zahodnem pročelju, namesto stolpa na križiščem pa se pojavi strešni jezdec. 
Pri Chartresu je uporaba ločnih opornikov omogočala odpravo nivoja tribune, kar je omogočalo veliko višje arkade in ladjo ter večja okna. Stebri so bili sestavljeni iz osrednjega stebra, obdanega s štirimi vitkimi stebri (služniki), ki so segali navzgor, da so podpirali oboke stropa. Rebrasti obok se je spremenil iz šestpolne obočne sheme v štiripolno, preprostejšo in močnejšo. Ločni oporniki pri Amiensu in Chartesu so bili okrepljeni z dodatnim lokom in podporno arkado, kar je omogočilo še večjo višino in stene ter več oken. Pri Reimsu so podporniki dobili večjo težo in moč z dodajanjem težkih kamnitih obeliskov na vrhu stebrov. Ti so bili pogosto okrašeni s kipi angelov in so postali pomemben dekorativni element visokogotskega sloga. Pojavil se je še en praktičen in dekorativen element, bruhalnik; to je bil okrasni odtok dežja, ki je kanaliziral vodo s strehe stran od stavbe. Pri Amiensu so bila okna ladje večja, dodatna vrsta steklenih oken  svetlobnega nadstropja pa je notranjost preplavila s svetlobo. Nove strukturne tehnologije so omogočile popestritev transeptov in korov na vzhodnem koncu stolnice, kar je ustvarilo prostor za obroč dobro osvetljenih kapelic.

## Žarkasti (rayonnant) slog - Sainte-Chapelle in rozeta v Notre Dame
- Okna zgornje kapele Sainte-Chapelle (1238–48)
- Stebri zunaj podpirajo okna Sainte-Chapelle
- Rozeta v severnem transeptu stolnice Notre Dame
- Zunanjost južne rozete stolnice Notre Dame

Naslednje obdobje francoske gotske arhitekture, od druge polovice 13. stoletja do 1370-ih let, so poimenovali Rayonnant ('žareti' v francoščini), ki opisuje težnjo po uporabi vse več vitrajev in manj zidov pri oblikovanju konstrukcije, dokler se stene niso zdele v celoti iz stekla. Ime je dobil po žarkasto oblikovani rozeti in se je prvič pojavil v transeptu opatijske cerkve dv. Dionizija, ki so jo začeli graditi leta 1231.
Poleg vse močnejše prevotljenosti stene se zdaj razvije povsem dekorativno slepo krogovičje, postavljeno pred steno, v loke arkad, zaprtih triforijev, pojavi se tudi nezastekljeno krogovičje na čelih nad portali in okni, kar prispeva k občutku krhkosti stavbe. Krogovičje se razrašča tudi po stenah in daje vtis kamnitega filigrana.
Najbolj odmeven primer je bila kapela Sainte-Chapelle, pritrjena na kraljevo rezidenco na Palais de la Cité. Sistem zunanjih stebrov in obokov je stene zgornje kapele zmanjšal na tanek okvir za ogromna okna. Teža vsakega masivnega zatrepa nad arhivoltnim oknom je pomagala tudi stenam, da so se upirale pritisku in porazdelile težo.
Druga znamenitost rayonnant gotike sta dve rozeti na severni in južni strani transepta stolnice Notre Dame, medtem ko so bile prejšnje rozete, podobne Amienski stolnici, uokvirjene s kamnom in so zasedala le del stene, ti dve okni z občutljivim čipkastim okvirom zasedata celoten prostor med stebri.

## Pozna gotika
Izbruh stoletne vojne (1338–1453) je bil razlog za pešanje gradbene dejavnosti v Franciji. Velike stolnice in opatijske cerkve so bile v glavnem zgrajene. Po letu 1430, ko Francozi začnejo zmagovati in izženejo angleške osvajalce, se ponovno začne gradbena dejavnost. Hiter vzpon doživlja profana arhitektura. Mesta se širijo, rastejo mestne palače in javne stavbe, na podeželju plemstvo gradi dvorce in prezidava gradove v utrjene rezidence, ki pa so udobne in razkošne.
Poznogotsko obdobje razdelimo na: 
- zgodnje obdobje plamenastega (flamboyant) sloga – pozno 14. in zgodnje 15. stoletje
- pozna, zrelo fazo plamenaste gotike – večji del 15. stoletja

Flamboyant - plamenasti gotski slog se je pojavil v drugi polovici 14. stoletja. Njegove značilne lastnosti so bile bolj bujna dekoracija, saj so plemiči in premožni meščani večinoma severno francoskih mest tekmovali pri gradnji vse bolj izpopolnjenih cerkva in stolnic. Ime je dobil po sinusnih, ognjenim zubljem podobnih vzorcih, ki so krasili okna. Druge nove funkcije so bile arc en accolade  lok z oslovskim hrbtom, okno, okrašeno z lokom, kamnitimi konicami in cvetličnim okrasom. Poleg tega se je povečalo število nervures ali reber, ki so podpirala in okrasila obok stropa, tako za večjo podporo kot dekorativni učinek.
Spremembe so vidne tudi v tlorisni zasnovi, oblikovanju prostora, konstrukciji in izvedbi stavbnih členov. Cerkvene ladje postajajo krajše in širše, krajši je tudi kor, neizrazit je transept. Preobrazbo doživi podporni sistem: slopi so elegantni in visoki, pogosto brez kapitelov in se brez vidne cezure prelijejo v obočni sistem, ki dobi mrežo reber. Ta izgubljajo nosilno funkcijo in se spreminjajo v okras v obliki zvezde, pahljače in različne mreže. Sklepnik prav tako dobi okrasno vlogo. Odprtost arkad in dvig višine stranskih ladij na višino glavne pripelje do vtisa dvoranske cerkve. Tridelna členitev stene se izgublja, triforij izginja, ostaja jo visoke arkade in nad njimi svetlobno nadstropje. Dekoracija se razživi v okenskih krogovičjih, arhitekturna dekoracija je podobna zlatarskim relikviarijem. Osnovna prvina krogovičij in drugega okrasja je plamenasta mreža z oblikami ribjega mehurja, solz in plamena. Oblike so dinamične, mehke in zaznamovane z organskimi oblikami.

### Flamboyant slog: stolnica v Rouenu, Sainte-Chapelle de Vincennes
- Zahodna fasada stolnice v Rouenu
- Zahod Sainte-Chapelle de Vincennes (1370s)
- Ladja Sainte-Chapelle de Vincennes
- Rozeta Sainte-Chapelle de Vincennes. Sinusne linije okenskega okvirja so slogu dale ime Flamboyant.
- Kor v Mont Saint Michel (okoli 1448)

Pomembni primeri plamenaste gotike v Franciji so: zahodno pročelje stolnice v Rouenu in Sainte-Chapelle de Vincennes v Parizu, obe zgrajeni v 1370-ih in kor opatije Mont Saint Michel (približno 1448).

## Cerkvena arhitektura v francoskih regijah
- Anžujski gotski oboki in stebri v Hopital-St-Jean v Angersu
- Zahodna fasada stolnice Dijon v Burgundiji (1280–1325)
- Ladja stolnice v Chalonu v Burgundiji (1220–1522)
- Fasada stolnice v Poitiersu (1155–1379)
- Kor v stolnici v Neversu (1211–1331)
- Stolnica v Albiju, Francija (1282–1480), zgrajena v opeki
- Večbarvna ladja stolnice v Albiju (1282–1480)
- Palma v Jakobinski cerkvi (Toulouse, okoli 1292)

Najbolj znane primere gotske arhitekture najdemo v Île-de-France in Šampanji, vendar so druge francoske regije ustvarile svoje izvirne različice sloga. Anžujski gotski slog v provinci Anjou odlikujejo oboki z elegantnimi okrasnimi rebri, pa tudi zelo okrašenimi stebri. Slog najdemo v notranjosti stolnice v Angersu (1032–1523), čeprav so bili mnogi gotski elementi fasade zamenjani z renesančnimi elementi in stolpi. Zelo lep primer tega sloga najdemo v srednjeveški bolnišnici Saint Jean v Angersu, v kateri je zdaj muzej sodobnih tapiserij Musée Jean-Lurçat.
Stolnica v Poitiersu v zgodovinski provinci Maine tudi odlikuje značilen regionalni gotski slog. Začela se je graditi leta 1162 pod angleškim kraljem Henrikom II in Eleanor Akvitansko. Njene značilnosti so konveksni oboki z rebri v okrasnih oblikah.
Burgundija je imela tudi svojo različico gotike, ki jo najdemo v Neverski stolnici (1211–1331), Dijonski stolnici (1280–1325) in Chalonski stolnici (1220–1522). Burgundska gotika je bila bolj trezna in monumentalna kot bolj okrašen severni slog in je na istem mestu pogosto vključevala elemente prejšnjih romanskih cerkva.
Jug Francije je imel svojo izrazito različico gotskega sloga: južnofrancoska gotika. Odmeven primer je stolnica v Albiju v departmaju Tarn, zgrajena med letoma 1282 in 1480. Prvotno je bila zgrajena kot trdnjava, nato pa spremenjena v cerkev. Zaradi pomanjkanja primernega kamna je bila skoraj v celoti zgrajena iz opeke in je ena največjih opečnih zgradb na svetu. V Jacobinski cerkvi v Toulouseu je cepitev ene same apside poligonalnega tlorisa v cerkvi z dvema ladjama rodila zvezdast obok, katerega kompleksna organizacija je več kot stoletje prehitevala plamenečo gotiko. Tradicija to mojstrovino označuje kot 'palmo', ker se žilice stekajo iz gladke gredi stebra kot palma.

## Gotska posvetna arhitektura
Resen razcvet posvetne arhitekture se začne v obdobju pozne gotike, ko začnejo rasti mesta, v katerih se razvija bogata meščanska arhitektura. Mestne hiše, sodišča, mitnice, cehovske hiše, bolnice in zasebne palače postanejo pomembne za razvoj arhitekture. To je tudi čas, ko se začne razvoj srednjeveškega urbanizma, urejajo se ulice, kanalizacija, oskrba z vodo. S predpisi se ureja gradnja hiš, skrb je posvečena požarni varnosti. Obstajajo zapisi, da je obstajala estetska zavest meščanov, ki so si prizadevali za lepoto svojega mesta.
- Fasada papeške palače v Avignonu (1252–1364)
- Gotski rebrast obok dvorane vojakov v Conciergerie (1302)
- Palais de la Cité v Parizu, ki je vključevala kraljevo rezidenco in Sainte-Chapelle (iluminiran rokopis iz 1412–1416)
- Kariljon v Hôtel de Ville, Douai
- Palača Jacquesa Cœura v Bourgesu (1440–1450)
- Musée de Cluny v Parizu (1334–1510)
- Flamboyant gotski strop nad stopniščem Tour Jean-sans-Peur v Parizu (1409–1411)
- Hôtel de Ville, Compiègne (15th century)
- Mestna hiša Saint-Quentin, Aisne (1509)

Največja posvetna zgradba, zgrajena v gotskem slogu v Franciji, je Palape des Papes (Papeška palača, Avignon), zgrajena med letoma 1252 in 1364, ko so papeži ušli iz političnega kaosa in vojn, ki so zaobjemale Rim, v Avignon. Zaradi zapletenih političnih razmer je združila funkcijo cerkve, sedeža vlade in trdnjave.
V 15. stoletju so se po poznogotski ali plameneči dobi nekateri elementi dekoracije izposojeni iz stolnic, začeli pojavljati v posvetni arhitekturi, zlasti na območju Flandrije na severu Francije in v Parizu. Hôtel de Ville mestna hiša v Compiègne ima mogočen gotski zvonik, ki ima strešno kapo obdano z manjšimi stolpi, okna pa so okrašena z accolades ali okrasnimi loki. Podobna bi našli v Arrasu, Douaiju in Saint-Quentinu v Aisne ter čez mejo v Belgiji v Bruslju in Bruggesu. Žal je bilo med prvo svetovno vojno veliko najlepših stavb porušenih zaradi bližine fronte.
Conciergerie (kraljeva palača) je stavba v Parizu, na zahodu od Île de la Cité, ki je bila prej zapor, danes pa se večinoma uporablja za sodišča. Bila je del nekdanja kraljeva palača, Palais de la Cité, ki je bila sestavljena iz Conciergerie, Sodna palača in Sainte-Chapelle. Ohranjen je le manjši del od katerega izstopa Salle des Gens d'armes in je največji obokan prostor (63,3 m x 27,4 m, visok 8,5 m) posvetnega značaja v tedanji Evropi. 
Gotske značilnosti so se pojavile tudi v izpopolnjenih rezidencah, ki jih je gradilo plemstvo in bogata buržoazija v Parizu in drugih velikih mestih. Primeri so: Hôtel Cluny (danes Musée de Cluny - Musée de d'Ice Moyen Âge v Parizu in zlasti palačni del stavbe, ki jo je v Bourgesu zgradil trgovec Jacques Cœur (1440–50). Še en dober primer v Parizu je Tour Jean-sans- Peur, ki ima gotski urni stolp in plameneč gotski strop.

## Vojaška arhitektura
Razvoj posvetne arhitekture v primerjavi s sakralno, tej ni sledil. V 12. stoletju je bila posvetna arhitektura v Franciji še v celoti v romanskem slogu. Do sprememb pride šele v visoki gotiki. Najstarejši ohranjeni spomeniki so tako iz druge četrtine 13. stoletja. To so gradovi in trdnjave, zgrajeni v obdobju rasti kraljeve oblasti Ludvika IX. Svetega. Sedaj so se pri gradnji utrdbene arhitekture uveljavile novosti, prinesene z Vzhoda, ki so jih prinesli križarji. Grajska arhitektura je zasnovana okoli centralnega notranjega dvorišča, ki ga obdaja obzidje z visokimi obrambnimi stolpi. Obzidja so visoka, z enovitim obrambnim hodnikom na vrhu, obdana so z obrambnimi jarki, vhod v trdnjavo pa je posebej okrepljen. Obzidje je imelo na notranji strani dve ravni obrambnih hodnikov, zgornji parapet z odprtinami (cina), s katerega so vojaki spodaj lahko opazovali ali streljali puščice; ozke odprtine (strelnica), skozi katere so se lahko zaščiteni streljali puščice in talne odprtine (mašikule), skozi katere bi lahko na oblegovalce spustili kamenje, vroče olje ali druge predmete. Zgornji del obzidja je imel tudi zaščitene štrleče balkone s katerih so vojaki lahko videli, kaj se dogaja na vogalih ali na tleh. Poleg tega so bili stolpi in zidovi predrti z ozkimi navpičnimi režami skozi katere so lahko lokostrelci izstrelili puščice. Na kasnejših gradovih so bile reže v obliki križev, tako da so lahko lokostrelci streljali s samostreli v različne smeri.
Dober ohranjen primer je Château de Dourdan v departmaju Seine et Marne, blizu Nemoursa. 
Stanovanjski del je postal pomembnejši in razkošneje grajen. Zaradi reprezantančne vloge so gradovi pogosto predimenzionirani in vsebujejo elementi, ki niso bistvenega pomena za utrdbo. Pomembni gradovi so: Château de Coucy v departmaju Aisne (Pikardija) (1225–1242), Angers (okoli 1225–1238), Château de Vincennes pri Parizu (1337–1366–1450), Château de Saumur v departmaju Maine-et-Loire (okoli 1230–1350), Château de Pierrefonds v departmaju Oise (1396–1440).
- Donžon Château de Vincennes, začet 1337
- Chateau de Dourdon kot je bil 1400, slika v Les Très Riches Heures du duc de Berry
- Chateau de Dourdan danes
- Obnovljena zunanja obzidja srednjeveškega mesta Carcassonne (13.-14. stoletje)
- Château de Pierrefonds, dokončanje nedokončanega srednjeveškega gradu Eugena Viollet-le-Duca, 19. stoletju

Nova vrsta utrdbe se je imenovala Phillipienne, po Filipu Augustu, ki je sodeloval v križarskih vojnah. Nove utrdbe so bile bolj geometrijske, po navadi kvadratne, z visokim glavnim donžonom ali bivalno-obrambnim stolpom v središču, ki bi ga lahko branili, tudi če bi bilo zajeto obzidje gradu. Donžon Chateau de Vincennes, ki ga je začel graditi Filip VI. Francoski, je bil dober primer. Bil je visok 52 metrov, najvišji vojaški stolp v Evropi.
Po koncu stoletne vojne (1337–1453) so gradovi z izboljšanjem topništva izgubili večino svojega vojaškega pomena. Ostali so kot simboli položaja svojih plemenitih stanovalcev. Ozke odprtine v zidovih so se pogosto širila v okna spalnic in svečanih dvoran. Stolp Vincennejskega dvorca je postal kraljeva rezidenca.
V 19. stoletju je del gotskih obzidij in stolpov mesta Carcassonne obnovil Eugène Viollet-le-Duc z nekaj spremembami. Prav tako je obnovil Château de Pierrefonds (1393–1407) nedokončani srednjeveški grad, s čimer je postal novogotska rezidenca Napoleona III. Ta projekt je bil nedokončan, ko je bil leta 1870 Napoleon III. strmoglavljen, vendar ga je danes mogoče obiskati.

## Zaton in sprememba
- Nedokončana stolnica v Beauvaisu nima ladje in stolpa (1225–1272)
- Stolp stolnice v Beauvaisu pred porušitvijo leta 1573
- Saint-Eustache, Paris, gotski slog z renesančnim okrasom (1532–1632)
- kapela Device Marije v Saint-Eustache, Paris

V srednjem veku so uspešna francoska mesta tekmovala za izgradnjo največje stolnice ali najvišjega stolpa. Ena izmed pomanjkljivosti francoske gotske arhitekture so bili njeni ogromni stroški; za to so bile potrebne majhne armade usposobljenih obrtnikov, ki so desetletja intenzivno delali. Zaradi upada gospodarstva je opazno število francoskih stolnic ostalo nedokončanih. Včasih so trpele tudi, ko so ambicije arhitektov presegle njihove tehnične sposobnosti. Tak primer je bila stolnica v Beauvaisu. Njeni zavetniki in arhitekti so si prizadevali zgraditi najvišjo cerkev na svetu. z obokanim korom višine 48 metrov, višjim od bližnjega tekmeca, stolnice v Amiensu z 42 m. Dela so se začela leta 1225, vendar je bila streha oboka pretežka za zidove, delno se je porušila leta 1272. Obzidali so stene in obnovili obok ter leta 1569 dokončali stolp, visok 72 metrov, ki je v letih 1569–1573 naredil stolnico v Beauvaisu za najvišjo zgradbo na svetu. Vendar se je leta 1573 novi stolp porušil, na srečo brez žrtev. Cerkev ostaja danes takšna, kot je bila s korom, delom ambulatorija, apsido, nekaj kapelicami, brez ladje ali stolpa.
Z začetkom 1530-ih je slog francoske verske in civilne arhitekture začel kazati tudi vpliv italijanske renesanse. Karel VIII. Francoski in Ludvik XII. Francoski sta sodelovala v vojaških akcijah v Italiji in si tam ogledala novo arhitekturo. Veliko število italijanskih kamnosekov je prišlo v Pariz, da bi delali na novem Pont Notre-Dame (1507–1512) in na drugih gradbiščih. Fontaine des Innocents, ki ga je kipar Jean Goujon zgradil za praznovanje vstopa Henrika II. v Pariz leta 1549, je bil prvi renesančni spomenik v mestu. Kmalu je sledila nova fasada Cour Carré Louvre, ki jo je okrasil Jean Goujon. Nova pariška mestna hiša (Hotel de Ville) (1533–1568) je bila zgrajena v italijanskem in ne gotskem slogu. Najpomembneje je, da je novo  Tuilerijsko palačo Philippa Delormeja, zgrajeno za Katarino Medičejsko, začeta leta 1564, navdihnila italijanska palača. 
Verske zgradbe so se spreminjale počasneje. Cerkev Carmes-Deschaussé (1613–1620) na rue Vaugirard v Parizu, še posebej cerkev St-Gervais-et-St-Protais Salomona de Brosseja (1615–21) s pročeljem, ki temelji na superpoziciji treh redov klasične arhitekture so predstavljali nov model. Vendar je gotski slog ostal viden tudi v novih cerkvah. Cerkev svetega Evstahija v Parizu (1532–1640), ki se je po velikosti primerjala z Notre-Dame, je združila gotski tloris z renesančno dekoracijo.
V 17. stoletju je začel prevladovati francoski klasični slog Françoisa Mansarta. Nato je pod Ludvikom XIV. v središču odmeval veliki francoski klasični slog, ki so ga izvajali Jules Hardouin-Mansart, Louis Le Vau in Claude Perrault. Spomeniki gotskega sloga, kot je Notre-Dame, so bili spremenjeni z novimi notranjostmi, zasnovanimi v novem slogu. Po novi maniri svojega zavetnika Ludvika XIV. je pesnik Molière v pesmi iz leta 1669 zasmehoval gotski slog: »... neokusni okus gotske ornamentike, te odvratne pošasti nevedne dobe, ki so jih ustvarili hudourniki barbarstva.«.
V času francoske revolucije so bile gotske cerkve simbol starega režima in so postale tarča revolucionarjev; stolnice so bile nacionalizirane in izropane. Kipi biblijskih osebnosti na pročelju Notre-Dame so bili obglavljeni, pod lažnim prepričanjem da so bili kipi francoskih kraljev. Pod Napoleonom Bonapartom so bile stolnice vrnjene cerkvi, vendar so bile v slabem stanju.

## Obnova in neogotika
- Sainte-Clotilde, Pariz, Théodore Ballu (1841–57)
- Saint-Laurent, Pariz, Simon-Claude-Constant Dufeux (1862–65).
- Neogotski timpanon Saint-Laurent, Pariz
- Kor bazilike Saint-Laurent, Pariz (1862–65)
- Église Saint-Eugène-Sainte-Cécile (1854–55) odlikuje gotski slog s sodobnim železnim okvirjem

Velik del gotske arhitekturne dediščine Francije, zlasti cerkve in samostani, je bil med revolucijo poškodovan ali uničen. Od 300 cerkva v Parizu v 16. stoletju jih je leta 1800 le 97. Bazilika sv. Dionizija je zgubila vitraj in monumentalne grobnice, kipi na pročelju stolnice Notre-Dame de Paris so bili obglavljeni in odstranjeni. Po vsej državi so bile cerkve in samostani porušeni ali spremenjeni v skednje, kavarne, šole ali zapore. Prvo prizadevanje za katalogizacijo preostalih spomenikov je leta 1816 opravil Alexandre de Laborde, ki je napisal prvi seznam Spomenikov Francije. Leta 1831 se je zanimanje za gotsko arhitekturo še povečalo po velikanskem uspehu romantičnega romana Notredamski zvonar, Victorja Hugaja. Hugo je leta 1832 napisal članek za Revue des deux Mondes, ki je razglasil vojno proti »pokolu starodavnih kamnov« in »rušiteljem francoske preteklosti«. Ludvik Filip je izjavil, da bo obnova cerkva in drugih spomenikov prednostna naloga njegovega režima. Oktobra 1830 je notranji minister François Guizot, profesor zgodovine na Sorboni, ustanovil položaj inšpektorja zgodovinskih spomenikov. Leta 1833 je Prosper Mérimée postal drugi inšpektor in daleč najbolj energičen in dolgotrajen. Položaj je opravljal sedemindvajset let.
Pri Ludviku Filipu je bila francoska gotska arhitektura uradno priznana kot zaklad francoske kulture. Pod vodstvom Mériméeja so se začela prva prizadevanja za obnovo večjih gotskih spomenikov. Leta 1835 je bila cerkev svetega Séverina v Parizu med prvimi, ki je bila obnovljena, za njo pa je leta 1836 prišel Sainte-Chapelle, ki je bila po revoluciji spremenjena v skladišče vladnih arhivov. Obnova Saint-Chapelle pod vodstvom Félixa Dubana z Jean-Baptistom Antoineom Lassusom in mlado Eugène Viollet-le-Duc. Leta 1843 sta Lassus in Viollet-le-Duc zmagala na natečaju za obnovo Notre-Dame de Paris. V preostalem delu 19. stoletja so bile vse večje gotske stolnice Francije podvržene obsežni obnovi.
Tudi francoska gotska arhitektura je doživela skromen preporod, večinoma omejen na nove cerkve. Neogotske cerkve, zgrajene v Parizu, so: Sainte-Clothilde Teodora Balluja (1841–57); in Saint-Laurent, Pariz avtorja Simon-Claude-Constant Dufeuxa (1862–65). Jean Baptiste Lassus je postal najplodovitejši negotski arhitekt v Franciji, ki je zgradil Saint-Nicolas de Nantes (1840), Sacré-Coeur de Moulins (1849), Saint-Pierre de Dijon (1850), Saint-Jean-Baptiste de Belleville (1853) in Église de Cusset (1855). Saint-Eugene-Sainte-Cécile v Parizu (Louis-Auguste Boileau in Adrien-Louis Lasson) (1854–55) je bil najbolj inovativen primer negotike; kombinirala je tradicionalno gotsko zasnovo z modernim železnim okvirjem. Jules Verne se je v cerkvi poročil leta 1857.

## Kiparstvo in simbolizem
- Bruhalniki na fasadi Notre Dame de Paris
- Himera na strehi Notre Dame de Pariz
- Alegorija alkimije, glavni portal Notre Dame de Paris
- Labirint v stolnici v Chartresu

Gotska stolnica je bila liber pauperum, dobesedno 'knjiga za revne', prekrita s kipi, ki ponazarjajo svetopisemske zgodbe, za veliko večino župnikov, ki so bili nepismeni. Te so v veliki meri ilustrirale zgodbe iz Svetega pisma, vključevale pa so tudi zgodbe in figure iz mitologije ter bolj zapletene simbole, vzete iz srednjeveških filozofskih in znanstvenih naukov, kot je alkimija.
Zunanjost stolnic in drugih gotskih cerkva je bila okrašena s skulpturami različnih mitskih in zastrašujočih grotesk ali pošasti. Sem spadajo bruhalnik, himera, zmaj, taraska in druge, vzete v veliki meri iz legend in mitologije. Bile so del vizualnega sporočila za nepismene vernike, simbol zla in nevarnosti, ki so grozile tistim, ki niso sledili naukom cerkve.
Med vsemi verskimi osebnostmi je bilo nekaj kiparskega okrasja namenjeno ponazoritvi srednjeveške znanosti in filozofije. Portika stolnice Notre Dame v Parizu in stolnice v Amiensu sta okrašena s podobnimi majhnimi izrezljanimi figurami, ki vsebujejo okrogle plošče s simboli preobrazbe, vzete iz alkimije. Na osrednjem stebru osrednjih vrat Notre Dame je kip ženske na prestolu, ki v levi roki drži žezlo, v desni roki pa dve knjigi, ena odprta (simbol javnega znanja), druga pa zaprta (ezoterično znanje), skupaj z lestvijo s sedmimi stopnicami, ki simbolizira sedem korakov alkimistov, ki so sledili v svojih znanstvenih prizadevanjih, da bi navadno kovino pretvorili v zlato.
Druga skupna značilnost gotskih stolnic je bila zasnova labirinta, ki ga običajno najdemo v kamnu na tleh v osrednjem delu stolnice. Navdih za labirint je v grški legendi, ki ga je zgradil kralj Minos kot dom Minotavra, v stolnicah so bili znani kot 'pot v Jeruzalem' in so simbolizirali težko in pogosto krožno pot, ki ji je moral kristjan včasih v življenju slediti do vrat Raja in zveličanja. Velike labirinte so bili v stolnici Auxerre, stolnici v Sensu, stolnici v Reimsu in stolnici v Arrasu, vendar so jih med različnimi prenovami v 18. stoletju odstranili. Najboljša ohranjena primera sta v stolpnici v Chartresu v izvirni obliki in v stolnici v Amiensu, ki je bila obnovljena leta 1894.
Burgundska skulptura portala združuje klasične, literarne elemente s svojim gotskim slogom iz 13. stoletja. V Auxerru sta dva taka primera skulptur na stolnici Saint-Étienne, ki prikazujeta Herkula, satira in spečega Favna; severni transept stolnice v Chartresu in Reimsu prikazuje biblijsko zgodbo o Davidu in Batšebi. Kronanje Device stolnice v Sensu odraža podoben relief stolnice Notre Dame v Parizu in je nastala v delavnici, ki je prispevala k španski gotski arhitekturi. 